# Arkadiusz Sołtysiak
Arkadiusz Sołtysiak (ur. 1974) – polski bioarcheolog, doktor habilitowany nauk humanistycznych, profesor uczelni Uniwersytetu Warszawskiego, prodziekan ds. badań i rozwoju Wydziału Archeologii UW.

## Życiorys
4 kwietnia 2001 uzyskał na ówczesnym Wydziale Historycznym UW stopień doktora nauk humanistycznych w dyscyplinie archeologii na podstawie pracy Niektóre elementy symboliki astralnej w religiach starożytnej Mezopotamii, której promotorem był Andrzej Wierciński. 21 grudnia 2011 uzyskał stopień doktora habilitowanego na tym samym wydziale i w tej samej dyscyplinie.